# 新エロイーズ

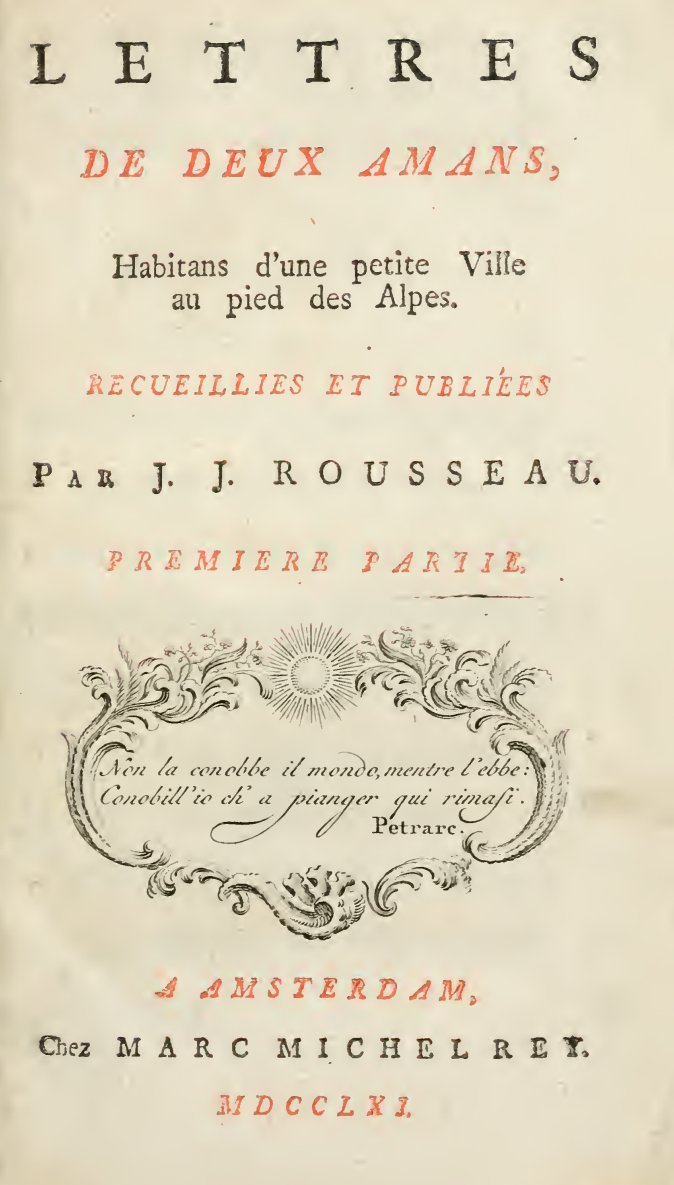
タイトルページ

『新エロイーズ』、正式名称『ジュリ、または新エロイーズ』（仏: Julie ou la nouvelle Héloïse）は、ジュネーヴ共和国出身でフランスで活動した哲学者J・J・ルソーによって書かれ、1761年に出版された書簡体小説で全6章。
18世紀フランスの最大のベストセラーとなり、ロマン主義文学の先駆ともなった。
「エロイーズ」とは、神学者ピエール・アベラールとかつて恋人・夫婦関係にあり、互いに修道士・修道女となった後に、往復書簡を交わすことで、後に「書簡体小説」というジャンルが形成されるキッカケを作った12世紀の修道女アルジャントゥイユのエロイーズのことであり、「新エロイーズ」という副題は、この作品がその形式を踏襲していることを表している。

## 概要
元ネタであるアベラールとエロイーズの往復書簡は、エロイーズの叔父によって引き裂かれてしまった2人の悲恋、その思いを信仰の力へと昇華させることを主たる内容とするが、こちらの「新エロイーズ」は、スイス・ジュネーヴのレマン湖畔を舞台とした、貴族の令嬢ジュリと平民の家庭教師サン＝プルーとの身分違いの恋が描かれる。
ジュリの父親の反対によって2人は仲を割かれ、ジュリは父親の友人である無神論者ボルマールと愛の無い結婚をする。傷心のサン＝プルーはイギリス人貴族ボムストン卿の援助で世界一周の旅に出るが、数年後帰国すると、夫ボルマールは、妻子や小作人と独自の理想にもとづく共同生活を営む農園クラランに、事情を承知の上でサン＝プルーを招き寄せ、子供の教育を託すことになる。
ジュリとサン＝プルーの2人は、かつての恋心に掻き乱されながらも、それは良い思い出として克服されるかに思えた。しかし、ジュリは湖に落ちた子供を救おうとした結果死の床に伏せることになり、ジュリはサン＝プルーに秘めていた彼に対する永遠の愛を告白する遺書を書き残して死ぬことになる。

## 日本語訳
- 『新エロイーズ』全4巻 安士正夫訳、岩波文庫、1960-1961年、復刊1997年ほか
- 『新エロイーズ』上・下 松本勤訳、白水社、新版2025年。元版は「ルソー全集9・10」